# 佐藤清 (村山市長)
佐藤 清（さとう きよし、1944年（昭和19年）7月21日 - ）は、日本の政治家。元山形県村山市長（2期）、元村山市議会議員（6期）。

## 来歴
山形市立商業高等学校卒業。1983年、村山市議会議員に初当選（日本社会党、のち社会民主党）。村山市議を6期務める。2005年、当時の村山市長菊池汪夫が市職員採用を巡る受託収賄容疑で逮捕された。同年の市長選挙に立候補し、初当選する。2009年に元村山市職員の志布隆夫らを破って再選。2013年の市長選では再び立候補した志布に敗れた。